# WEGA (Betriebssystem)
WEGA ist ein unixoides System, das für die 16-Bit-Varianten der Mikrocomputer P8000 bzw. P8000 Compact der Elektro-Apparate-Werke Berlin-Treptow „Friedrich Ebert“ in der DDR entwickelt wurde.
Das System basiert auf Unix System III und ist mit diesem kompatibel. Entsprechend ist es auch multitasking- und mehrbenutzerfähig (für max. acht Anwender). WEGA läuft nach der Installation von der Festplatte und wurde auf elf Disketten ausgeliefert. Der zweistufige Startvorgang von WEGA erforderte es, dass zunächst das Betriebssystem UDOS auf dem 8-Bit-Prozessor MME U880 des P8000 gestartet wurde. Anschließend wurde der Computer durch ein spezielles Kommando in den 16-Bit-Modus für den 16-Bit-Prozessor U8001 umgeschaltet, so dass WEGA von der Festplatte geladen werden konnte. Auf dem 8-Bit-Rechner lief das zuvor gestartete UDOS während des Betriebs von WEGA unsichtbar weiter. Eine im WEGA-Kernel realisierte Schnittstelle kommunizierte über ein paralleles Hostinterface mit dem unter UDOS laufenden gleichnamigen Programm WEGA. Mittels dieser Schnittstelle war ein transparenter Zugriff von dem auf dem 16-Bit-Rechner laufenden WEGA auf bestimmte Ressourcen des 8-Bit-Rechners möglich. Zu diesen verfügbaren Ressourcen zählten die zwei 5,25″-Diskettenlaufwerke, der EPROM-Brenner, das serielle Systemterminal sowie drei weitere serielle Schnittstellen, an welche weitere Terminals oder Modems angeschlossen werden konnten.
Zwei Versionen des Betriebssystems sind bekannt: WEGA 3.0 und das weiterentwickelte WEGA 3.1. Beide verfügten ab Werk nicht über Grafikunterstützung, da die P8000-Terminals in der Regel nur im Textmodus arbeiteten. Hinsichtlich Leistungsfähigkeit und Flexibilität war WEGA vielen damals in der DDR verwendeten Betriebssystemen überlegen, konnte jedoch aufgrund der geringen Anzahl produzierter P8000-Rechner keine große Bedeutung erlangen.

## Verfügbare Anwendungsprogramme
- Textverarbeitung: WEGA-WORD
- Tabellenkalkulation: WEGA-CALC
- Datenbanksystem: WEGA-DATA
- Datenbanksystem: ING_DB – basierend auf Ingres 6
- Terminalemulation: WEGA-REMOTE
- Cross-Compiler: WEGA-CROSS – für MME U880, MME U88x, K1810WM86
- Emulator: WEGA-emUDOS – UDOS-Emulator
- Emulator: WEGA-emSCP – SCP-Emulator

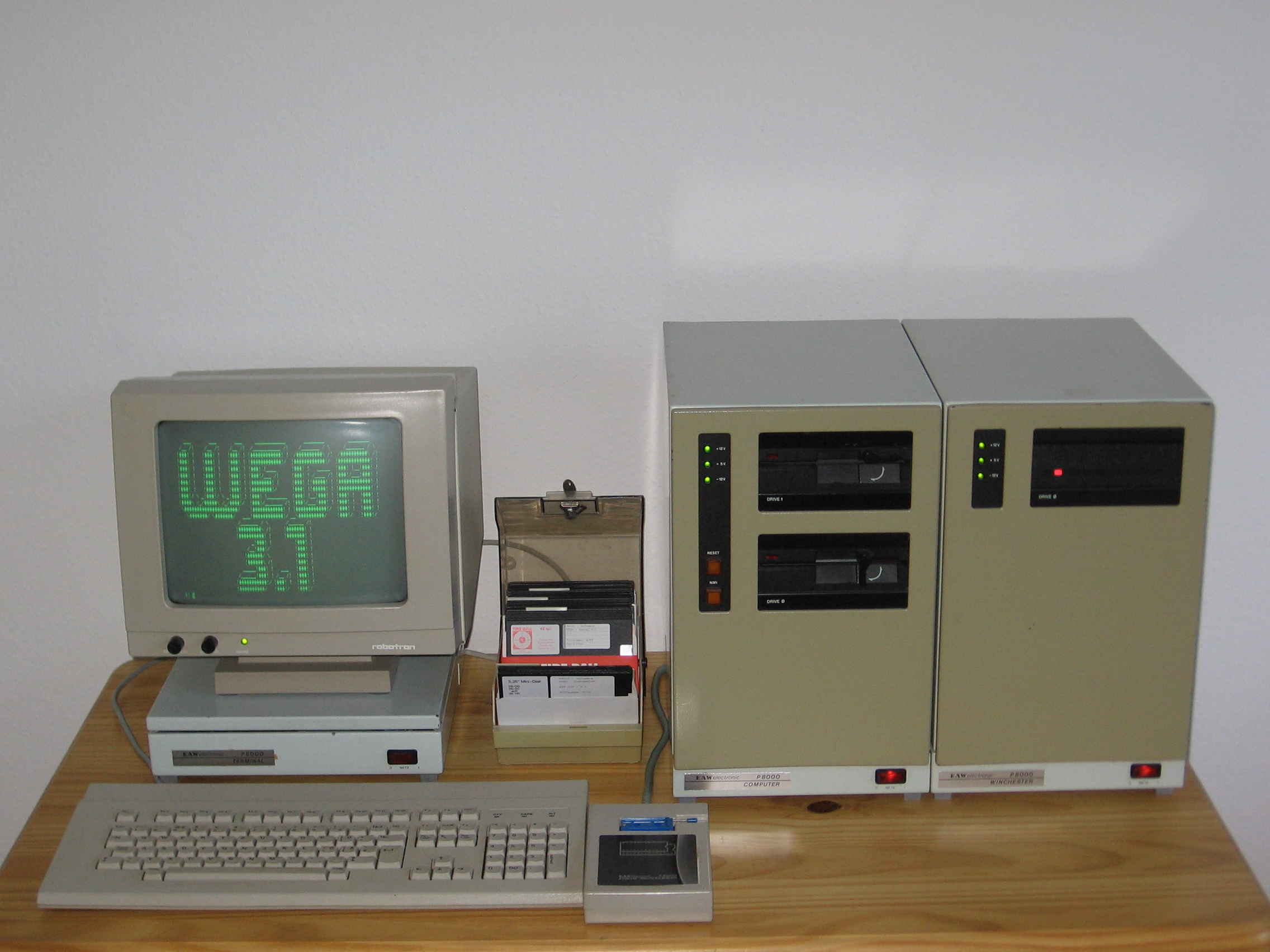
WEGA 3.1 auf einem P8000-Mikrocomputersystem.

## Verfügbare Programmiersprachen
- Fortran
- BASIC
- Pascal
- C
- PLZ/SYS
- PLZ/ASM